# 永井尚備

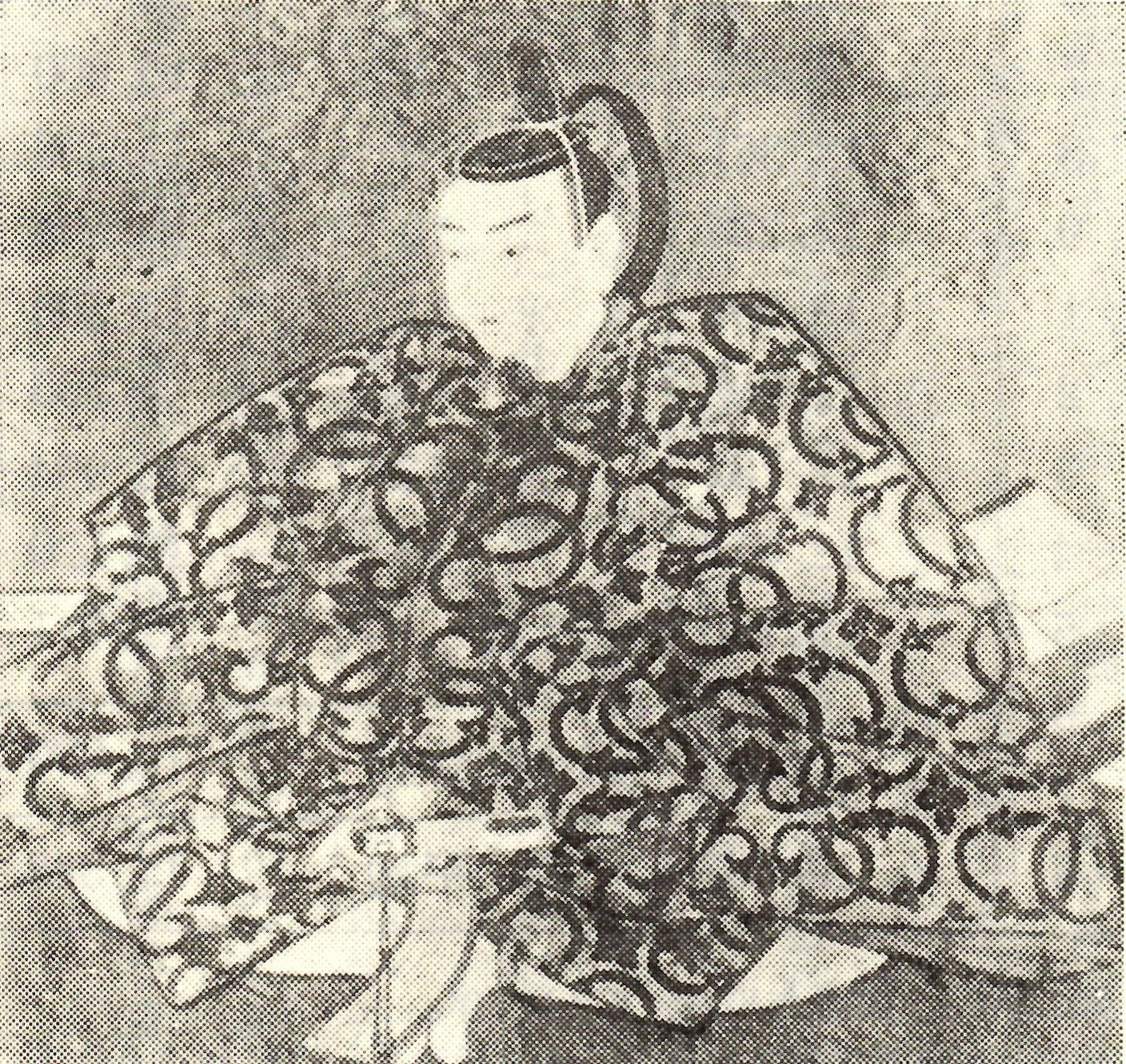
永井尚備

永井 尚備（ながい なおみつ、1743年（寛保3年）- 1769年8月19日（明和6年7月18日））は、美濃加納藩の第2代藩主。尚庸系永井家5代。
旗本永井尚方（永井直敬の五男）の三男。母は織田信栄の娘。正室は永井直陳の養女（永井尚俶の娘）。子は永井直旧（長男）、太田直熹（次男）。官位は従五位下・伊賀守。
先代直陳には長男・尚俶、次男・尚志の2子があったがともに早世していたため、宝暦11年（1761年）12月に尚備が伯父にあたる直陳の婿養子となり嗣子となった。宝暦12年（1762年）、直陳の死により跡を継いだ。明和6年（1769年）、2度目の大坂加番に任じられて任地に赴いたが、同年7月18日に大坂城にて死去した。享年27。跡を長男の直旧が継いだ。法号は凌雲義堅高岳院。墓所は東京都中野区の功雲寺。

## 系譜
父母
- 永井尚方（実父）
- 旗本織田信栄の娘（実母）
- 永井直陳（養父）

正室
- 永井直陳の養女 ー 直陳の息子尚俶の娘

子女
- 永井直旧（長男） - 生母は正室
- 旗本太田直熹（次男） - のち直熹の次男の永井尚佐が直旧の養嗣子として跡を継いだ。